# Cuchilla de Ramírez
Cuchilla de Ramírez es una localidad uruguaya del departamento de Durazno.

## Ubicación
La localidad se encuentra situada en la zona noreste del departamento de Durazno, sobre la cuchilla de Ramírez entre el Río Negro y el arroyo Ceibal. Dista 35 km al norte por carretera de la localidad de La Paloma y 190 km de la capital departamental.

## Generalidades
Próximo al núcleo poblado se encuentra la antigua estación de trenes denominada km 319 de la actualmente desmantelada línea de ferrocarril Florida-km 329.